# Salacia hallei
Salacia hallei är en benvedsväxtart som beskrevs av Carel Christiaan Hugo Jongkind. Salacia hallei ingår i släktet Salacia och familjen Celastraceae. Inga underarter finns listade.